# 3035 Chambers
3035 Chambers је астероид главног астероидног појаса са средњом удаљеношћу од Сунца која износи 2,633 астрономских јединица (АЈ).
Апсолутна магнитуда астероида је 12,4.